# Amibara (woreda)
Pour les articles homonymes, voir Amibara.
Amibara est l’un des 29 woredas de la région Afar, en Éthiopie. Faisant partie de la zone administrative 3, Amibara est bordée au sud par Awash Fentale, à l'ouest par la rivière Awash qui la sépare de Dulecha, au nord-ouest par la zone administrative 5, au nord par Gewane, à l'est par la Somali et au sud-est par la région Oromia. Les villes d'Amibara comprennent Awash Arba, Awash Sheleko, Melka Sedi et Melka Were.
Parmi les points de repère remarquables de ce woreda, on peut citer la fissure volcanique Hertali (900 mètres).